# 洪卡爾角
62°59′S 56°28′W / 62.983°S 56.467°W
洪卡爾角（Cape Juncal），是南極洲的海岬，位於迪維爾島西北端，屬於茹安維爾群島的一部分，在1957年被繪入阿根廷地圖，現時由南極條約體系管理。